# AGESA
AMD Generic Encapsulated Software Architecture (AGESA) — протокол начальной загрузки, предназначенный для инициализации устройств на материнских платах AMD64. AGESA в BIOS отвечает за инициализацию процессорных ядер, памяти и контроллера HyperTransport.
Ранее документация была доступна только партнёрам AMD, подписавшим NDA. Исходный код был открыт в 2011 году, чтобы стать частью coreboot, однако распространялся только до 2014 года.

## История
В апреле 2023 года AMD объявила о планах к 2026 году отказаться от использования библиотек AGESA в пользу открытой библиотеки openSIL (Open-Source Silicon Initialization Library).

### Версии

#### Socket AM4
Для Socket AM4:
- 1.0.0.4 (март 2017) — устранена ошибка исполнения FMA3-инструкций в процессорах Ryzen[7]
- 1.0.0.6 (май 2017) — улучшена совместимость графики и процессоров Ryzen 3/5/7 1000 с памятью DDR4 SDRAM[8][9][10], а также исправлена процессорная ошибка («VME-баг»)[11].
- 1.0.0.7 (октябрь 2017) — добавлена поддержка новых процессоров (Pinnacle Ridge/APU Raven Ridge)[12][13].
- 1.0.0.5 (апрель 2020) — решена проблема передачи звука через HDMI, если видео выводится через VGA[14].

#### Socket AM5
Для Socket AM5:
- 1.0.0.7B (июль 2023) — повышена стабильность работы высокоскоростных (DDR5-8000) модулей оперативной памяти с процессорами Ryzen 7000[15]

## Состав
Система использует трёхуровневую числовую схему XYZ. X — статус прототипа, Y — номер автоматически генерируется, когда появляется небольшое изменение в спецификации интерфейса, Z — номер автоматически генерируется для каждого выпуска ПО.
Продукт, предоставляемый пользователю, включает в себя:
- AGESA ПО файл для установки в ядро
- Бинарные блоки файлов интерфейса и компиляции
- Встроенные файлы контроля и инструменты
- UEFI- BIOS-порты

Все файлы организованы в библиотеку.

## Технические особенности
Концепция дизайна ПО нацелена на создание относительно постоянной для нескольких поколений процессоров интерфейсов. Поэтому начальные параметры и контент интерфейса сокращаются до предельных значений. Они приспособлены ко времени загрузки. Система включает в себя стили конструирования, бинарного кода, бинарной картинки, бинарных блоков структуры.
В настоящее время среда предоставляет четыре ступени реализации:
- 16/32-bit SEC,
- 32-bit PEI-инициализация,
- 64-bit DXE-загрузка услуг,
- 64-bit RTP-время работы.

В библиотеке системы представлены подробные примеры применения функций и отработки основных процессов и процедур (стека, общих, ввода, восстановления, продолжения работы, запуска, библиотека вызываемых процедур).
Система обеспечивает некоторые возможности кастомизации продукта, библиотеки функций и среды.
Встроенные системы отладки AGESA вносят возможности в среду хозяина и разработчика платформы, которые позволяют менять код и дают некоторую мобильность разработчику. IDS предоставляет три категории: configuration control, trace services, performance analyses. Данные категории помогают отслеживать процесс создания и работы программы при создании продукта от отправления её на выполнение до анализа результатов действий.

## Критика
Версия 1.2.0.5, вышедшая в 2022 году, вызвала серьезные проблемы, связанные с производительностью процессора, стабильностью работы памяти, ошибками разгона и прочими.
Версия 1.0.0.7 для процессоров Ryzen 7000, вышедшая в мае 2023 года, содержала множество ошибок, связанных с совместимостью оперативной памяти.